# Kleine Synagoge (Ljuban)

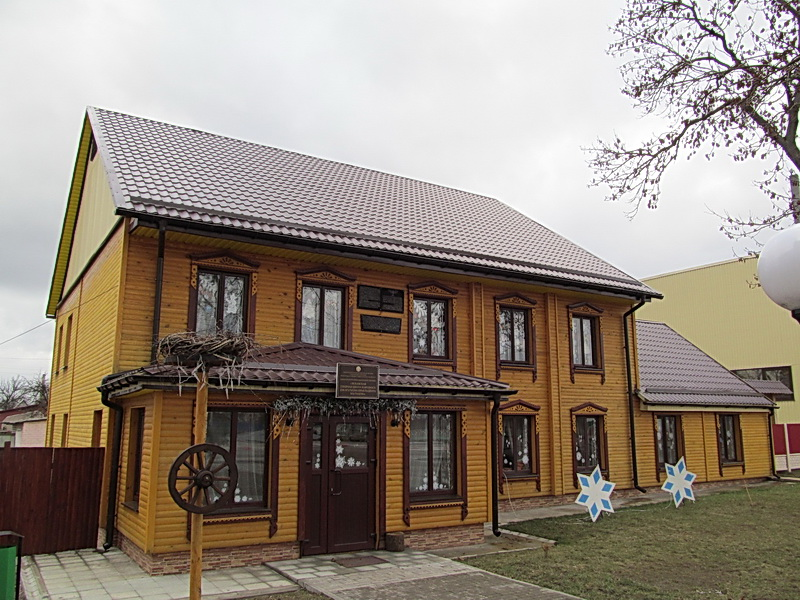
Kleine Synagoge in Ljuban

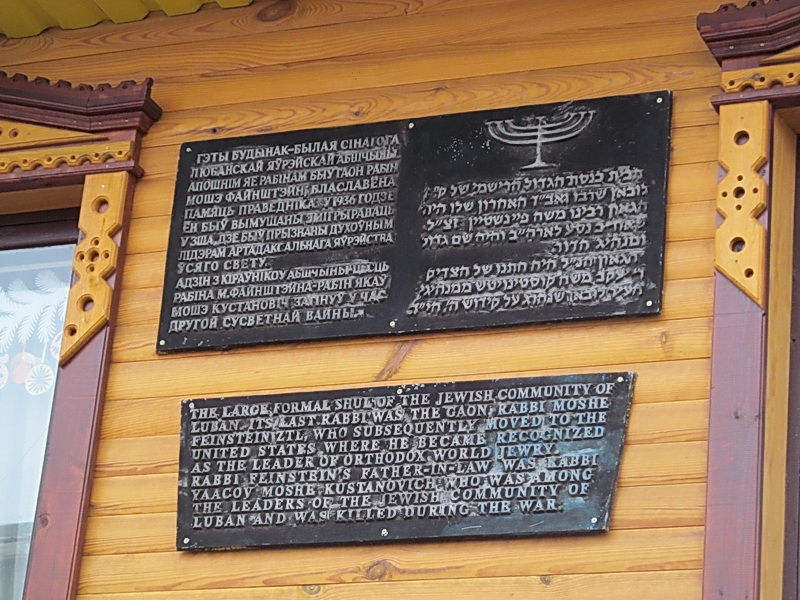
Gedenktafel

Die Kleine Synagoge in Ljuban, einer belarussischen Stadt in der Minskaja Woblasz, wurde vermutlich Anfang des 20. Jahrhunderts errichtet. Die Synagoge wurde nach dem Zweiten Weltkrieg zu einem Wohnhaus umgebaut.
In Ljuban war vor 1941 der Anteil der jüdischen Bevölkerung sehr hoch. Der überwiegende Teil der jüdischen Bevölkerung wurde von den deutschen Besatzern während des Holocausts ermordet.